# Antônio Adolfo de Alencastro
Antônio Adolfo de Alencastro (? — ?) foi um político brasileiro.
Foi eleito  deputado estadual, à 22ª Legislatura da Assembleia Legislativa do Rio Grande do Sul, de 1893 a 1897. 